# Paula Carvalho
Paula Carvalho, tidigare Carvalho Olovsson, född 26 september 1979 i Kvillinge, är en svensk ämbetsman och socialdemokratisk politiker. Hon var mellan 2019 och 2022 statssekreterare hos EU-minister Hans Dahlgren på Statsrådsberedningen. Efter valförlusten 2022 är hon Socialdemokraternas internationella sekreterare.
Carvalho har sedan 2002 en politices magister-examen i statsvetenskap från Stockholms universitet. Hon tjänstgjorde i riksdagen 2003–2014, från 2010 som politisk sekreterare. Från 2014 tjänstgjorde hon på Statsrådsberedningen som politiskt sakkunnig hos statsministern. När hon 2019 utnämndes till statssekreterare fick hon ansvar för EU-frågor och bilaterala engagemang till såväl EU-ministern som statsministern.
Hon är äldre syster till Teresa Carvalho och var tidigare gift med Fredrik Olovsson.